# Pellegrino Rossi

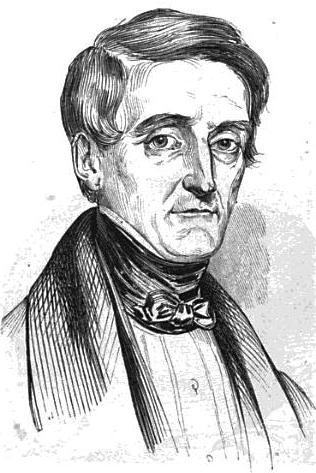
Pellegrino Rossi.

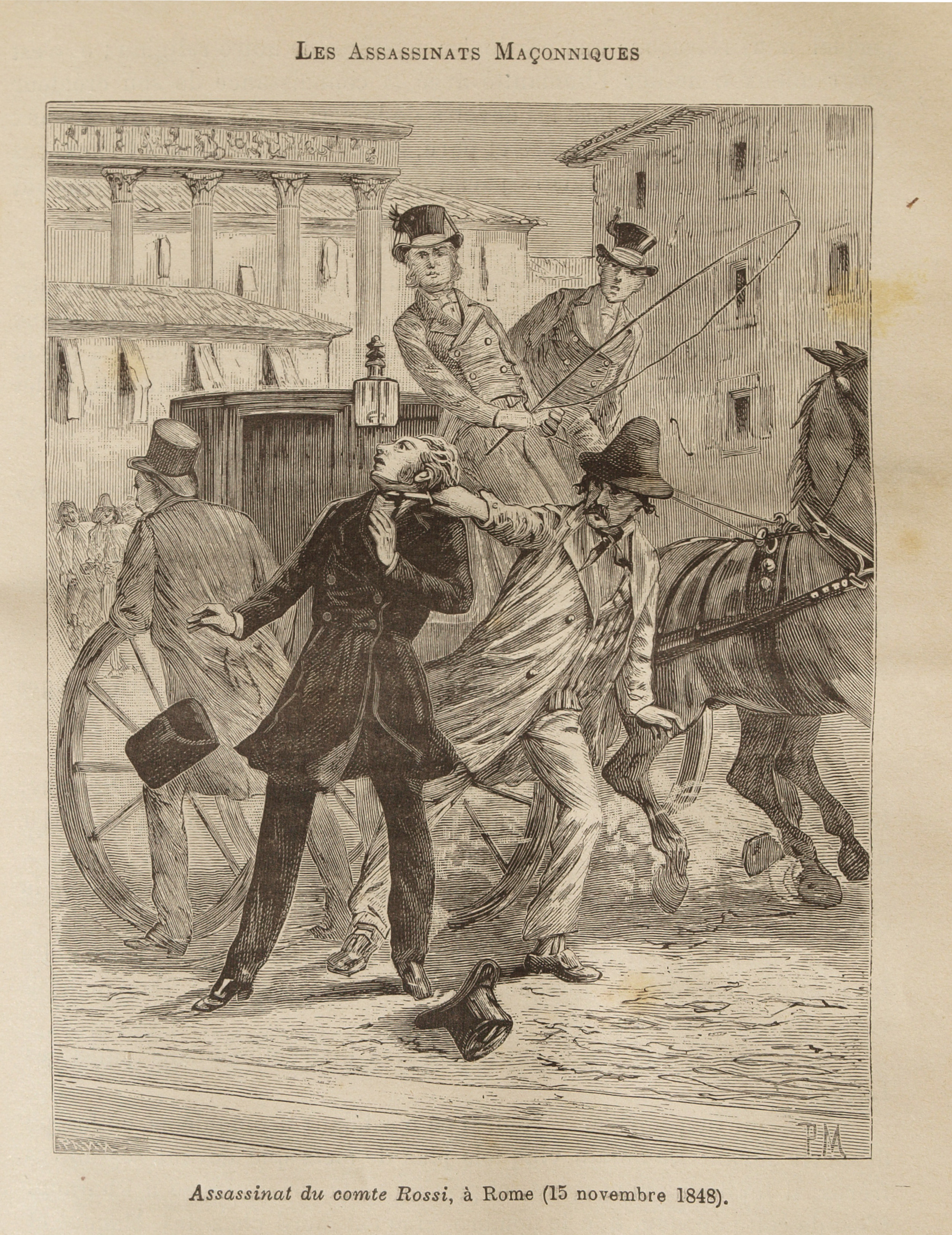
Asesinato de Pelegrino Rossi, dibujo de Pierre Méjanel

Pellegrino Rossi (Carrara, Toscana, 13 de julio de 1787 - Roma, 15 de noviembre de 1848) fue un economista, político y jurista italiano. Constituye una importante figura de la Monarquía de Julio en Francia y fue ministro de Justicia, ministro del Interior y primer ministro en el gobierno del Estado Pontificio, con el Papa Pío IX.

## Biografía
Estudió en la Universidad de Pavía y en la Universidad de Bolonia. Tras ejercer la abogacía, fue nombrado profesor de Derecho de la Universidad de Bolonia en 1812. En 1815 se unió a Joachim Murat y a su expedición anti-austríaca: después de la caída de Murat, escapó a Francia y después a Ginebra, donde empezó a enseñar Jurisprudencia aplicada al Derecho Romano: el éxito de su enseñanza le valió la naturalización como ciudadano suizo. En 1820 fue elegido diputado al Consejo del Cantón y fue miembro de la dieta de 1832; a Rossi le fue confiada la tarea de trazar las líneas de una Constitución, conocida como el Pacto Rossi. Este Pacto fue rechazado por la mayoría de la dieta, un resultado que desilusionó a Rossi y que lo indujo a aceptar la invitación de François Guizot a establecerse en Francia.
En Francia fue nominado en 1833 a la cátedra de Economía Política del Colegio de Francia, vacante desde la muerte de Jean-Baptiste Say. Frecuentó el salón de Madame de Stäel. Se nacionalizó francés en 1834 y en ese mismo año fue nombrado profesor de Derecho Constitucional en la Facultad de Derecho de la Universidad de París. En 1836 fue elegido miembro de la Academia de Ciencias Políticas y Morales y en 1843 fue nombrado decano de la Facultad de Derecho. Fue designado par de Francia.
En 1845 fue enviado a Roma por Guizot por discutir la cuestión de los jesuitas, siendo nombrado embajador de Francia para la Santa Sede. La Revolución de 1848 afectó su vínculo con Francia, quedándose en Roma y llegando a ser Ministro del Interior con el Papa Pío IX. Era partidario de la unidad de Italia. Trató de implementar una administración y un sistema fiscal moderno en Roma, haciendo pagar impuestos al clero. Además, sentó los fundamentos del acuerdo con el Piamonte y Nápoles, para crear una hipotética confederación italiana. Su programa de reformas liberales de Rossi, sin embargo, no se desarrolló.
Su asesinato en la Colina Vaticana en 1848, por un joven radical de una sociedad secreta, fue el inicio de la serie de sucesos que llevaron a la proclamación de la República Romana. Pío IX tuvo que escapar a Gaeta. El asesinato de Rossi fue también el último homicidio sucedido en la Ciudad del Vaticano hasta 1998.
La ciudad de Carrara ha erigido una estatua en honor de Pellegrino Rossi. Como economista, sus teorías de la renta de la tierra y de la población siguen la línea de David Ricardo y de Malthus. Tomó partido por el libre comercio frente al proteccionismo.

## Obras
- Curso de Economía Política (1840)

" Traité de droit penal" (1829) en París y Ginebra; traducido al español "Tratado de Derecho Penal" en 1839